# Le Brévent
Le Brévent – szczyt w Préalpes de Savoie, części Alp Zachodnich. Leży we wschodniej Francji w regionie Owernia-Rodan-Alpy. Należy do Aiguilles Rouges. Szczyt można zdobyć ze schroniska Refuge de Bellachat (2152 m). Na szczyt kursuje kolejka linowa.